# Ravanusa
Ravanusa – miejscowość i gmina we Włoszech, w regionie Sycylia, w prowincji Agrigento.
Według danych na styczeń 2010 gminę zamieszkiwało 12 819 osób przy gęstości zaludnienia 258,6 os./1 km².

## Miasta partnerskie
- Sulzbach